# Bernard Aparicio
Bernard Aparicio (5 de mayo de 1993) es un deportista estadounidense que compite en remo. Ganó una medalla de bronce en el Campeonato Mundial de Remo de 2023, en la prueba de cuatro scull ligero.

## Palmarés internacional
| Campeonato Mundial | Campeonato Mundial | Campeonato Mundial | Campeonato Mundial  |
| Año                | Lugar              | Medalla            | Prueba              |
| ------------------ | ------------------ | ------------------ | ------------------- |
| 2023               | Belgrado (Serbia)  | Medalla de bronce  | Cuatro scull ligero |